# Vitellariopsis
Vitellariopsis là một chi thực vật thuộc họ Sapotaceae, được miêu tả năm 1915. Chi này là bản địa miền nam và miền đông châu Phi.

## Các loài
Chi này có các loài sau:
- Vitellariopsis cuneata (Engl.) Aubrév., 1963
- Vitellariopsis dispar (N.E.Br.) Aubrév., 1963
- Vitellariopsis ferruginea Kupicha, 1978
- Vitellariopsis kirkii (Baker) Dubard, 1915
- Vitellariopsis marginata (N.E.Br.) Aubrév., 1963 (đồng nghĩa: Vitellariopsis sylvestris (S.Moore) Aubrév., 1963).